# Hao Meng
Dans ce nom, le nom de famille précède le nom personnel.
Hao Meng est un général chinois ayant servi sous les ordres du seigneur de guerre Lu Bu, à la fin de la dynastie Han en Chine antique.

## Histoire
Hao Meng est originaire de la commanderie de Henei (河內郡), une région qui se trouve dans l'actuelle province du Henan. Une nuit du sixième mois lunaire de 196, il se rebelle contre Lu Bu alors qu'il se trouve à Xiapi (下邳 ; de nos jours Pizhou, Jiangsu), la capitale du domaine de Lu Bu, dans la province de Xu. Il envoie ses hommes attaquer le quartier général de Lu Bu, mais ils ne parvient pas à s'introduire dans le bâtiment. Lorsque l'attaque a eu lieu, Lu Bu était nu et ses cheveux étaient ébouriffés. Sans défenses, il ne peut que s'enfuir avec sa femme en escaladant le mur et se rendre au camp de Gao Shun, l'un de ses fidèles subordonnés. Lu Bu ne connaissait pas l'identité des rebelles, mais il entendit leurs voix et y reconnut l'accent de Henei. il parla de ces accents à Gao, qui en déduisit que le chef des rebelles était Hao Meng. Gao Shen envoya ensuite ses troupes jusqu'aux quartiers de Lu Bu et chassa les rebelles à coup de flèches, obligeant Hao Meng et ses hommes à se replier vers leur camp. 
Cao Xing, un des subordonnés de Hao Meng, refusa de trahir Lu Bu et se retourna contre son supérieur après l'attaque. Les deux hommes engagèrent le combat, durant lequel Hao Meng blessa Cao Xing avec sa lance et Cao coupa un des bras de Hao avec son épée. Gao Shun arriva à ce moment-là et décapita Hao. Lu Bu félicita Cao Xing pour lui être resté loyal et le mit à la tête des hommes de Hao.

## Dans lesChroniques des Trois Royaumes
Dans la nouvelle historique de Luo Guanzhong, Les Trois Royaumes, lorsque Lu Bu est assiégé par les forces de Cao Cao pendant la bataille de Xiapi, Hao Meng est envoyé chercher du renfort auprès de Yuan Shu. Il tombe dans une embuscade et est capturé par Zhang Fei, puis exécuté par Cao Cao.

### Autres articles
- Chroniques des Trois Royaumes